# Heinz Marquardt
Heinz "Negus" Marquardt (29 de Dezembro de 1922 - 19 de Dezembro de 2003) foi um piloto alemão da Luftwaffe durante a Segunda Guerra Mundial. Voou em 320 missões de combate, nas quais abateu 121 aeronaves inimigas, o que fez dele um ás da aviação. À excepção de uma, todas as suas vitórias foram alcançadas na Frente Oriental.